# Тсепо Масілела
Тсепо Масілела (англ. Tsepo Masilela, *5 травня 1985, Вітбанк, ПАР) — південноафриканський футболіст, захисник клубу «Кайзер Чифс» та національної збірної ПАР.

## Клубна кар'єра
Тсепо Масілела виступав за місцеві команди своєї провінції, а згодом його запросили до відомого в Південній Африці клубу «Танда Роял Зулу», в якому він себе дуже вдало зарекомендував, тому, згодом, він отримав запрошення виступати в командах Європи, але Петер Тсепо обрав ізраїльський «Маккабі» (Хайфа), в якому став основним гравцем й за 3 сезони провів більше 80-ти матчів. Учасник фінальної частини 19-ого Чемпіонату світу з футболу 2010 в Південно-Африканській Республіці.